# Gewöhnliches Ferkelkraut
Das Gewöhnliche Ferkelkraut (Hypochaeris radicata) ist eine Pflanzenart der Gattung Hypochaeris in der Familie der Korbblütler (Asteraceae). Es ist auf der Nordhalbkugel weit verbreitet.

## Bezeichnung
Die Gattungsbezeichnung Hypochoeris/Hypochaeris ist von altgriechisch choiros (χοῖρος) ‚Ferkel‘  und hypo (ὑπό) ‚unter‘ abgeleitet, das Epitheton radicata von lateinisch radix  ‚Wurzel‘.

## Beschreibung

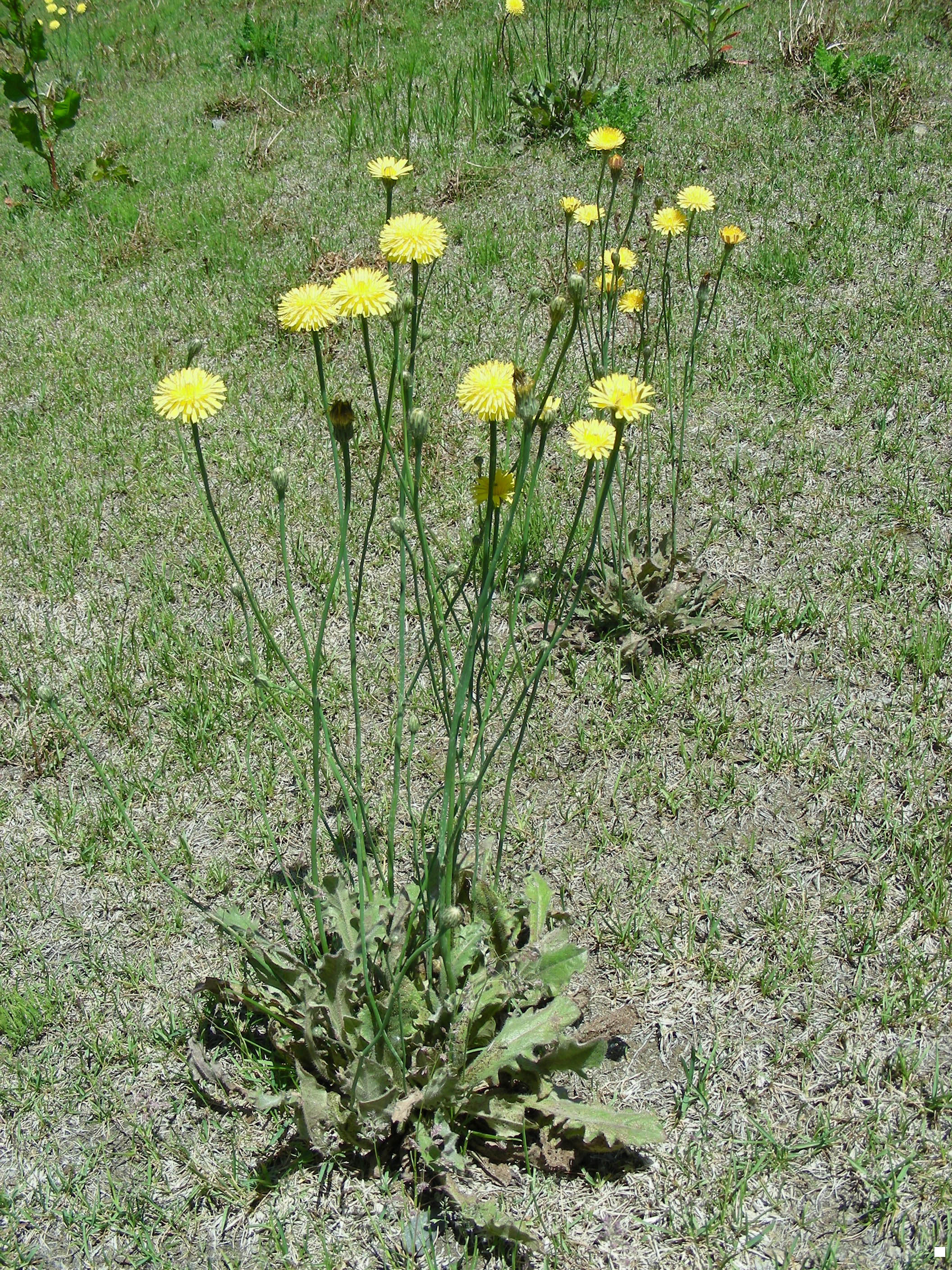
Habitus mit Laubblättern und Blütenstand

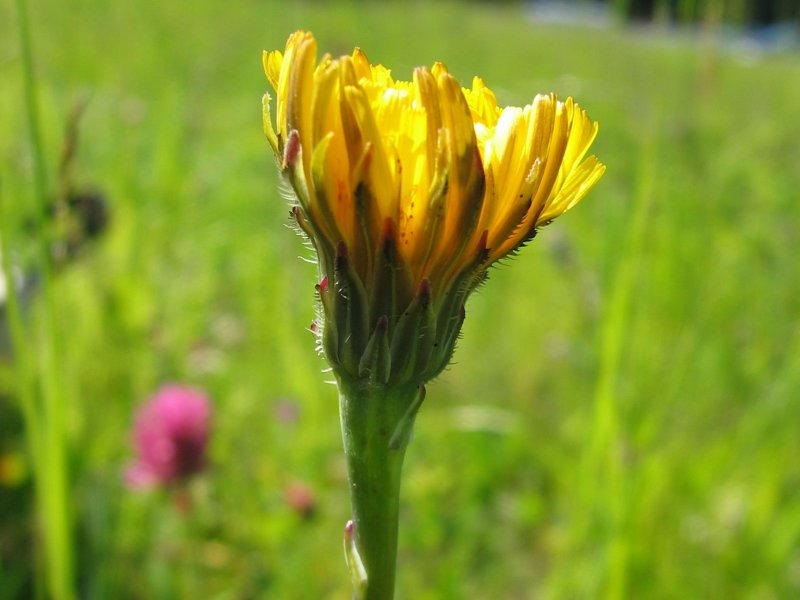
Blütenkorb

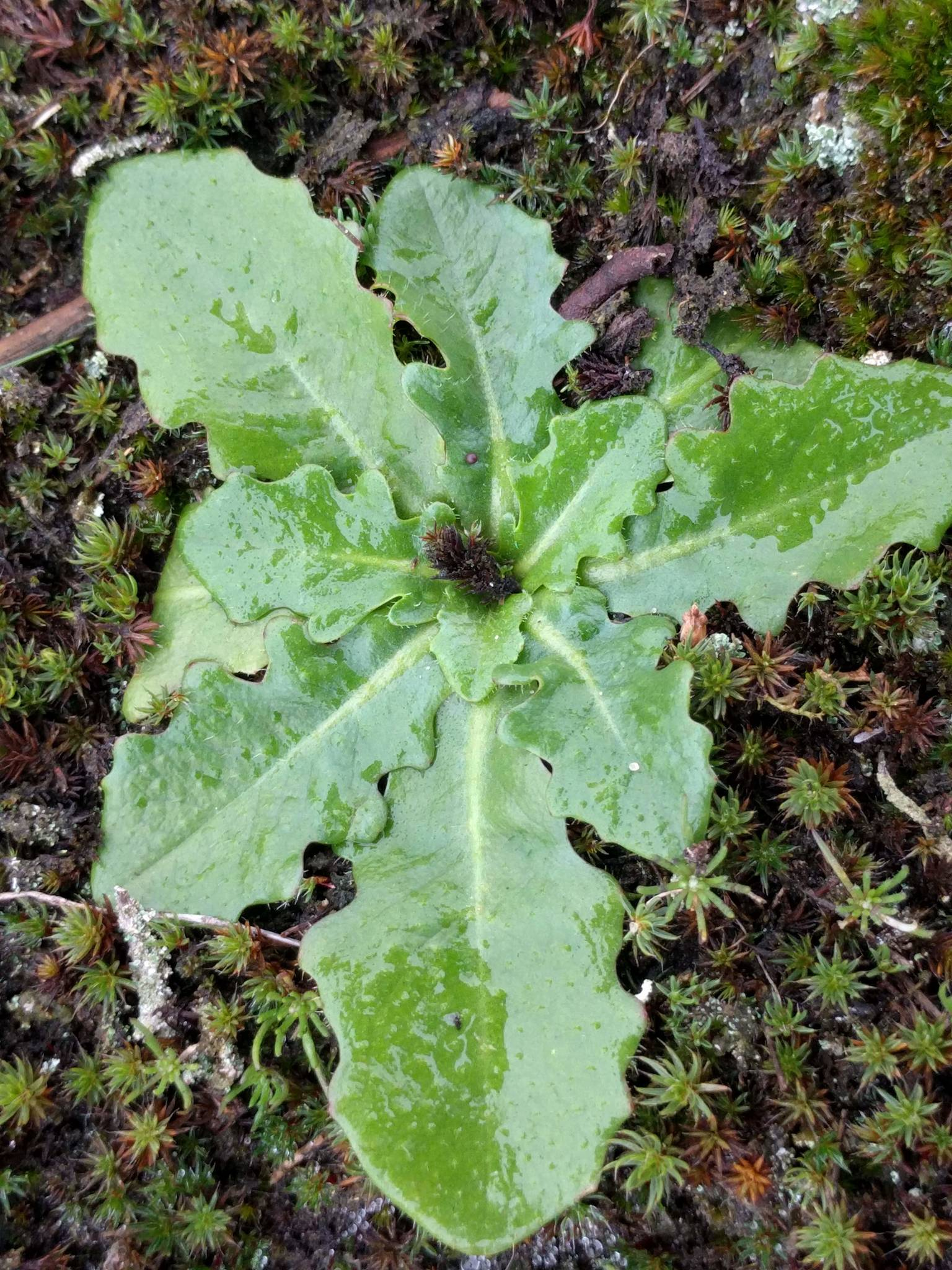
Blattrosette

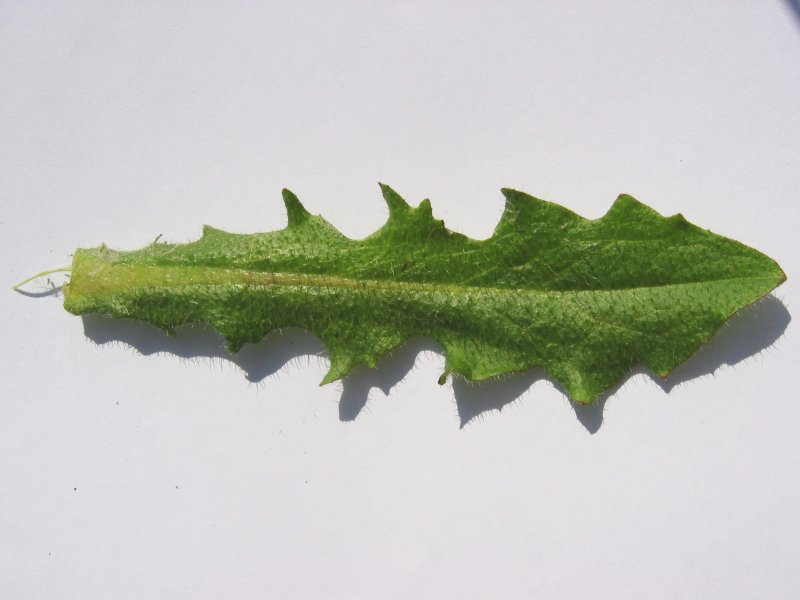
Laubblatt mit zerstreuten Borstenhaaren

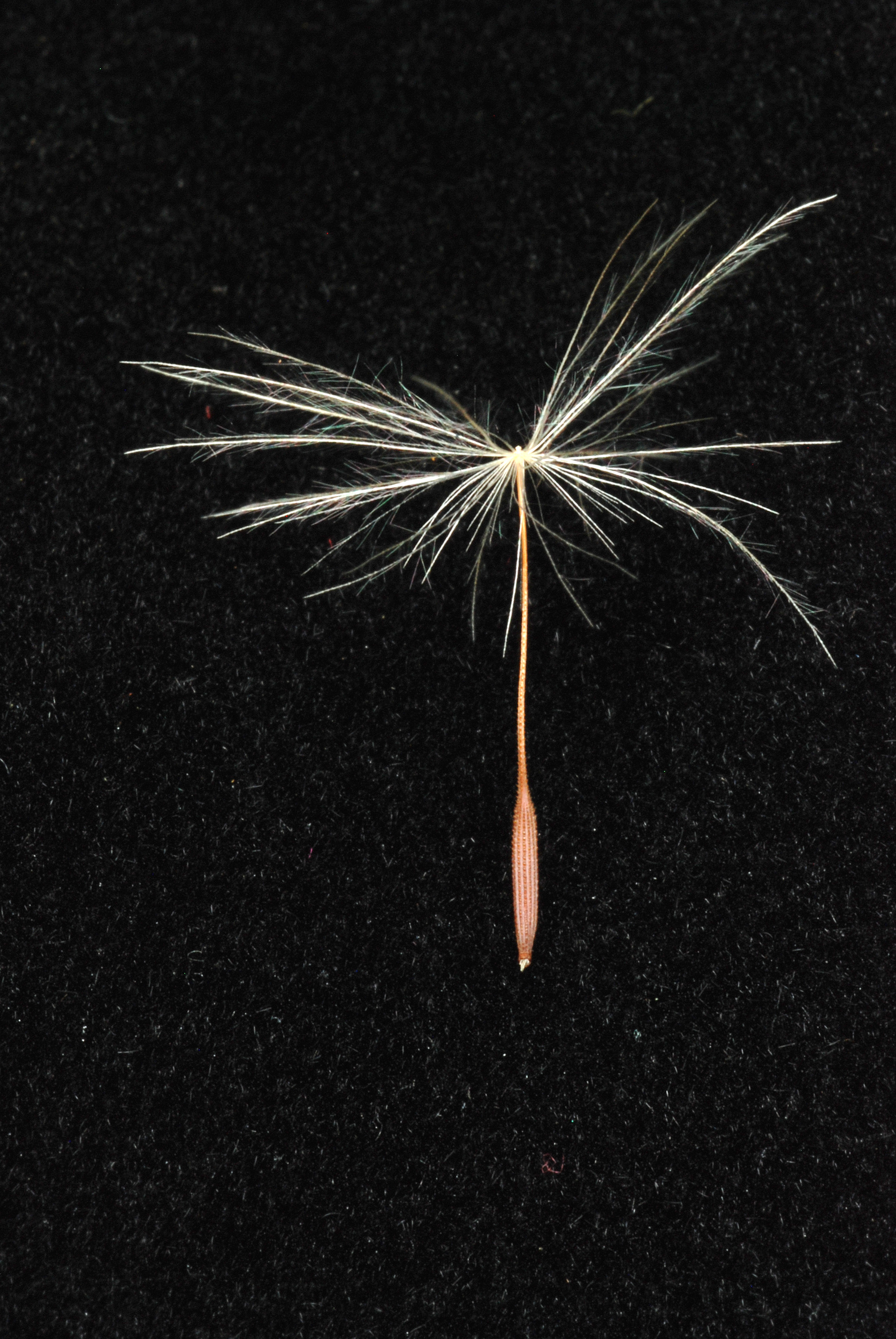
Achäne mit Pappus

### Vegetative Merkmale
Das Gewöhnliche Ferkelkraut wächst als ausdauernde krautige Pflanze und erreicht Wuchshöhen von 20 bis 70 (bis 100) Zentimetern.  Seine grundständigen und ungefleckten Laubblätter sind ungestielt, keilig-länglich, buchtig gezähnt, zerstreut borstig behaart, oberseits grasgrün, unterseits bläulich bereift und meist dem Boden auffallend angedrückt.  Der blaugrüne, meist verzweigte Stängel ist im unteren Bereich steif behaart und im oberen Bereich kahl, er ist aufrecht oder schief aufsteigend.

### Generative Merkmale
Die Blütezeit reicht von Juni bis Oktober. Der Stängel trägt mehrere Blütenkörbchen, ist unten steifhaarig, oben dagegen kahl und höchstens mit ein paar schuppenförmigen Hochblättern versehen. Die Korbhülle ist walzig-glockig und wird ungefähr 15 bis 25 Millimeter hoch. Der Korbboden besitzt Spreublätter. Der Blütenkorb enthält ausschließlich Zungenblüten. Er ist ziemlich groß und 25 bis 40 Millimeter breit. Die Hüllblätter sind kahl oder auf der Mitte des Rückens borstig behaart. Die randständigen gelben Kronblätter sind länger als die Hülle. Ihre Zunge ist etwa viermal so lang wie breit, tief gezähnt und auf der Unterseite grünlich, grau-rötlich bis graublau. Sämtliche Achänen sind geschnäbelt, die randständigen aber nur kurz.
Die Achänen sind  15 bis 17 Millimeter lang und rötlich-gelb-braun. Beim zweireihigen Pappus ist nur die innere Reihe gefiedert.
Die Chromosomenzahl beträgt 2n = 8.

## Ökologie
Das Gewöhnliche Ferkelkraut ist ein kurzlebiger Rosetten-Hemikryptophyt. Es ist ein Tiefwurzler mit kurzem Rhizom und überdauert den Winter durch seine Pfahlwurzel.
Die abgemähten Blütenstände werden schnell durch nachwachsende neue Blütenstände ersetzt. Die goldgelben „Körbchenblumen“ sind nur an sonnigen Tagen vormittags geöffnet und tragen bis über 100 Zungenblüten. Bestäuber sind verschiedene Insekten, besonders Bienen, aber auch Syrphiden, Conopiden, Musciden und Schmetterlinge.
Die Achänen werden mit ihrem gefiederten Pappus durch den Wind ausgebreitet.
Gallbildungen werden durch Aphalara picta, Aulax hypochoeridis, Eriophyes hypochoerinus und Stictodiplosis hypochoeridis hervorgerufen. Als schmarotzende Pilze wurden Leptosphaeria ogilviensis, Pleospora albicans, Pleospora herbarum, Pseudopeziza moutoni, Pyrenopeziza polymorpha, Pyrenophora coronata, Bremia lactucae und Puccinia hypochoeridis beobachtet.

## Vorkommen
Das Gewöhnliche Ferkelkraut ist auf weiten Teilen der Nordhalbkugel, in Eurasien und in Teilen der Neuen Welt weitverbreitet. Es ist in Europa, Nordafrika, den Kanaren, Madeira, in Westasien und im Kaukasusraum verbreitet. Es ist ein Neophyt im südlichen Afrika, in Madagaskar, auf Mauritius und den Azoren, in Indien, Japan, Taiwan und Yunnan, in Nord- und Südamerika, in Australien, Neuseeland und Hawaii.
Das Gewöhnliche Ferkelkraut ist in weiten Teilen Deutschlands bis in montane Höhenlagen verbreitet genauso wie im übrigen Europa. Es steigt in den Allgäuer Alpen südwestlich des Weiherkopfs bei Bolsterlang in Bayern bis zu einer Höhenlage von 1535 Metern auf. Im Kanton Waadt kommt es bis zu einer Höhenlage von  1500 Meter, in Graubünden bei Arosa bis 1750 Meter und im Kanton Wallis bis 1850 Meter vor.
Es wächst auf trockenen Wiesen, Halbtrockenrasen oder an Waldrändern. Es wächst in Pflanzengesellschaften der Verbände Cynosurion, Arrhenatherion, Molinion, Violion oder der Klasse Sedo-Scleranthetea. Das Gewöhnliche Ferkelkraut gedeiht auf frischen bis mäßig trockenen, mäßig nährstoffreichen und basenreichen, kalkarmen oder entkalkten, neutralen bis sauren, modrig-humosen oder rohen, vorzugsweise sandigen Lehm- und Tonböden in wintermild-humider Klimalage.

## Systematik
Die Erstveröffentlichung von Hypochaeris radicata erfolgte 1753 durch Carl von Linné in Species Plantarum, Tomus II, S. 811. Synonyme für Hypochaeris radicata L. sind Porcellites radicata (L.) Cass., Hypochaeris neapolitana DC., Seriola caespitosa Porta und  Hypochaeris radicata subsp. neapolitana (DC.) Nyman.
Je nach Autor gibt es wenige Unterarten:
- Hypochaeris radicata subsp. ericetorum Soest (Syn.: Hypochaeris salina Gren.):  Sie kommt in Großbritannien, Frankreich und Belgien vor.[7]
- Hypochaeris radicata subsp. platylepis (Boiss.) Jahand. & Maire (Syn.: Hypochaeris platylepis Boiss.): Sie kommt in Portugal, Spanien, Marokko, Algerien, Tunesien, Sizilien, Sardinien, Italien, Albanien und Griechenland vor.[7]
- Hypochaeris radicata L. subsp. radicata[7]

## Verwendung
Die jungen Laubblätter werden roh oder gekocht wie Spinat oder in Salaten verwendet und sind relativ mild. Als Wintergemüse sind sie eher bitter.

## Belege